# Matta mckenziei
Espèce
Matta mckenziei est une espèce d'araignées aranéomorphes de la famille des Tetrablemmidae.

## Distribution
Cette espèce est endémique du Campeche au Mexique,. Elle se rencontre dans les grottes Grutas de San Ignacio et Cueva Halmensura.

## Description
Cette espèce est anophtalme. Le mâle holotype mesure 1,15 mm et la femelle paratype 1,23 mm.

## Étymologie
Cette espèce est nommée en l'honneur de David McKenzie.

## Publication originale
- Shear, 1978 : Taxonomic notes on the armored spiders of the families Tetrablemmidae and Pacullidae. American Museum novitates, no 2650, p. 1-46 (texte intégral).